# Trần Lực
Trần Lực (sinh ngày 15 tháng 9 năm 1963 tại Hà Nội) là một nam diễn viên và nhà làm phim người Việt Nam. Ông được nhà nước phong tặng danh hiệu Nghệ sĩ ưu tú và Nghệ sĩ nhân dân.

## Tiểu sử và sự nghiệp
Trần Lực sinh tại Hà Nội Ông sinh ra trong một gia đình có nhiều người nổi tiếng thành công trong lĩnh vực văn học nghệ thuật tại Hà Nội, ông từng là cựu học sinh của trường THPT Phan Đình Phùng, Hà Nội. Ông nội ông là nhà văn Trần Tiêu - em trai của nhà văn Khái Hưng - còn cha ông là đạo diễn chèo Trần Bảng, cậu là đạo diễn điện ảnh Trần Đắc, mẹ ông là nghệ sĩ chèo Trần Thị Xuân
Trần Lực là con út trong gia đình. Trên ông còn có một người anh cả và một chị gái.
Trần Lực là Giám đốc Hãng phim Đông A từ năm 2002 cho đến nay.
Ông đã được Nhà nước Việt Nam phong tặng danh hiệu Nghệ sĩ ưu tú vào năm 2007. Năm 2023, ông được phong tặng danh hiệu Nghệ sĩ Nhân dân.

## Các phim đã tham gia

### Diễn viên
Điện ảnh
| Năm  | Phim                         | Vai diễn                      | Đạo diễn                            |
| ---- | ---------------------------- | ----------------------------- | ----------------------------------- |
| 1983 | Sẽ đến một tình yêu          | Hoành                         | NSND Phạm Văn Khoa, Nguyễn Danh Tấn |
| 1992 | Người đi tìm dĩ vãng         | Hai Hùng                      | NSND Trần Phương, NSƯT Tất Bình     |
| 1993 | Anh chỉ có mình em           | Chiến                         | Đới Xuân Việt                       |
| 1994 | Trở về                       | Tuấn                          | NSND Đặng Nhật Minh                 |
| 1996 | Người yêu đi lấy chồng       | Tú                            | Vũ Châu                             |
| 1996 | Giải hạn                     | Đại                           | Vũ Xuân Hưng                        |
| 1996 | Vành trăng khuyết            | Quang                         | NSND Trần Phương, Nguyễn Thế Vĩnh   |
| 1997 | Hôn nhân không giá thú       | Oanh                          | Phạm Lộc                            |
| 1998 | Vòng xoáy cuộc đời           | Trường Sơn                    | NSƯT Đặng Lưu Việt Bảo              |
| 2000 | Mùa ổi                       | Chồng Thùy                    | NSND Đặng Nhật Minh                 |
| 2003 | Nguyễn Ái Quốc ở Hồng Kông   | Tống Văn Sơ                   | NSND Nguyễn Khắc Lợi, Viên Thế Kỷ   |
| 2005 | Chiến dịch trái tim bên phải | Quyền                         | Đào Duy Phúc                        |
| 2010 | Long thành cầm giả ca        | Nguyễn Khản                   | NSND Đào Bá Sơn                     |
| 2022 | Em và Trịnh                  | Trịnh Công Sơn                | Phan Gia Nhật Linh                  |
| 2024 | Đào, phở và piano            | Ông hoạ sĩ                    | NSƯT Phi Tiến Sơn                   |
| 2025 | Mưa đỏ                       | Thành viên đoàn đàm phánVNDCH | Đặng Thái Huyền                     |

### Truyền hình
|      | Phim            | Vai diễn | Đạo diễn                         | Chú thích |
| ---- | --------------- | -------- | -------------------------------- | --------- |
| 1994 | Mẹ chồng tôi    | Lực      | NSND Nguyễn Khải Hưng            |           |
| 1994 | Hoa ban đỏ      | Phương   | NSND Bạch Diệp                   |           |
| 1999 | Mỗi thời của họ | Kiên     | NSND Phạm Nhuệ Giang             |           |
| 2002 | Gửi đến mai sau |          | Hà Lê Sơn                        |           |
| 2008 | Con đường sáng  | Quan phủ | Phạm Việt Thanh, Nguyễn Đức Việt | tập 2, 3  |

### Phim đã thực hiện (đạo diễn)
- Ảo ảnh giữa đời thường (1995)[8]
- Bà và cháu (1996)
- Chiều không nhạt nắng (1997)
- Chuyện nhà Mộc (1998)[4]
- Vùng hồ lặng sóng (1998)
- Tết này ai đến xông nhà (2002)[9]
- Hai Bình làm thủy điện (2001)[4]
- Tivi về làng (2001)[10]
- Vẫn còn đó tình yêu (2004)
- Đời chè (2005)[11]
- Cocktail cho tình yêu[12]
- Chàng trai đa cảm (2007)[4]
- Đầu bếp và đại gia (2008)[13]
- Tìm lại chính mình (2009)
- Làm chồng đại gia (2017)[13]

### Chương trình truyền hình
- Bố ơi! Mình đi đâu thế? (VTV3) (2014 - 2015)
- Bốn mùa yêu thương (VTV2)
- Hãy chọn giá đúng (VTV3) (23/12/2017) (người chơi)
- Vì bạn xứng đáng (VTV3) (người chơi)
- 12 con giáp (VTV3) (2023) (khách mời)